# Parafia Najświętszego Serca Pana Jezusa w Żarnówce
Parafia Najświętszego Serca Pana Jezusa w Żarnówce – parafia rzymskokatolicka w Żarnówce należąca do dekanatu Maków Podhalański archidiecezji Krakowskiej. Erygowana w 2004 roku.
Od czerwca 2022 roku proboszczem parafii jest ks. Daniel Żółkiewicz.